# Luigi Nono
Luigi Nono (n. 29 ianuarie 1924, Veneția, Italia – d. 8 mai 1990, Veneția, Italia) a fost un compozitor italian.

## În limba română
Textele scrisorilor care au stat la baza cantatelor din compoziția Il canto sospeso au fost traduse și în limba română.